# Jatrofa
Jatrofa (lat. Jatropha), biljni rod iz porodice mlječikovki. Obuhvaća preko 170 vrsta trajnica, polugrmova, grmova i drveća u Sjevernoj i Južnoj Americi, Africi i Aziji.

## Vrste
1. Jatropha aceroides (Pax & K.Hoffm.) Hutch.
2. Jatropha aethiopica Müll.Arg.
3. Jatropha afrotuberosa Radcl.-Sm. & Govaerts
4. Jatropha alamanii Müll.Arg.
5. Jatropha andrieuxii Müll.Arg.
6. Jatropha angustifolia Griseb.
7. Jatropha aspleniifolia Pax
8. Jatropha atacorensis A.Chev.
9. Jatropha augusti Pax & K.Hoffm.
10. Jatropha bartlettii Wilbur
11. Jatropha baumii Pax
12. Jatropha botswanica Radcl.-Sm.
13. Jatropha breviloba (Morong) Pax & K.Hoffm.
14. Jatropha brockmanii Hutch.
15. Jatropha bullockii E.J.Lott
16. Jatropha calcarea Fern.Casas
17. Jatropha campestris S.Moore
18. Jatropha canescens (Benth.) Müll.Arg.
19. Jatropha capensis (L.f.) Sond.
20. Jatropha cardiophylla (Torr.) Müll.Arg.
21. Jatropha cathartica Terán & Berland.
22. Jatropha catingae Ule
23. Jatropha × ceballosii Fern.Casas
24. Jatropha chamelensis Pérez-Jim.
25. Jatropha chevalieri Beille
26. Jatropha ciliata Sessé
27. Jatropha cinerea (Ortega) Müll.Arg.
28. Jatropha clavuligera Müll.Arg.
29. Jatropha collina Thulin
30. Jatropha confusa Hutch.
31. Jatropha contrerasii J.Jiménez Ram. & Mart.Gord.
32. Jatropha conzattii J.Jiménez Ram.
33. Jatropha cordata (Ortega) Müll.Arg.
34. Jatropha costaricensis G.L.Webster & Poveda
35. Jatropha crinita Müll.Arg.
36. Jatropha cuneata Wiggins & Rollins
37. Jatropha curcas L.
38. Jatropha decipiens M.E.Jones
39. Jatropha decumbens Pax & K.Hoffm.
40. Jatropha dehganii J.Jiménez Ram.
41. Jatropha dhofarica Radcl.-Sm.
42. Jatropha dichtar J.F.Macbr.
43. Jatropha dioica Sessé
44. Jatropha dissecta (Chodat & Hassl.) Pax
45. Jatropha divaricata Sw.
46. Jatropha elbae J.Jiménez Ram.
47. Jatropha ellenbeckii Pax
48. Jatropha elliptica (Pohl) Oken
49. Jatropha erythropoda Pax & K.Hoffm.
50. Jatropha euarguta M.G.Gilbert & Thulin
51. Jatropha excisa Griseb.
52. Jatropha fremontioides Standl.
53. Jatropha gallabatensis Schweinf.
54. Jatropha galvanii J.Jiménez Ram. & L.M.Contr.
55. Jatropha gaumeri Greenm.
56. Jatropha giffordiana Dehgan & G.L.Webster
57. Jatropha glandulifera Roxb.
58. Jatropha glauca Vahl
59. Jatropha glaucovirens Pax & K.Hoffm.
60. Jatropha gossypiifolia L.
61. Jatropha grossidentata Pax & K.Hoffm.
62. Jatropha guaranitica Speg.
63. Jatropha × hastifolia Fern.Casas
64. Jatropha hernandiifolia Vent.
65. Jatropha heynei N.P.Balakr.
66. Jatropha hieronymi Kuntze
67. Jatropha hildebrandtii Pax
68. Jatropha hippocastanifolia Croizat
69. Jatropha hirsuta Hochst.
70. Jatropha horizontalis M.G.Gilbert
71. Jatropha humboldtiana McVaugh
72. Jatropha humifusa Thulin
73. Jatropha hypogyna Radcl.-Sm. & Thulin
74. Jatropha inaequispina Thulin
75. Jatropha integerrima Jacq.
76. Jatropha intermedia (Chodat & Hassl.) Pax
77. Jatropha isabellei Müll.Arg.
78. Jatropha jaimejimenezii V.W.Steinm.
79. Jatropha kamerunica Pax & K.Hoffm.
80. Jatropha krusei J.Jiménez Ram. & Mart.Gord.
81. Jatropha lagarinthoides Sond.
82. Jatropha latifolia Pax
83. Jatropha loristipula Radcl.-Sm.
84. Jatropha macrantha Müll.Arg.
85. Jatropha macrocarpa Griseb.
86. Jatropha macrophylla Pax & K.Hoffm.
87. Jatropha macrorhiza Benth.
88. Jatropha mahafalensis Jum. & H.Perrier
89. Jatropha maheshwarii Subram. & M.P.Nayar
90. Jatropha malacophylla Standl.
91. Jatropha marginata Chiov.
92. Jatropha marmorata Thulin
93. Jatropha martiusii (Pohl) Baill.
94. Jatropha mcvaughii Dehgan & G.L.Webster
95. Jatropha melanosperma Pax
96. Jatropha microdonta Radcl.-Sm.
97. Jatropha mirandana J.Jiménez Ram. & K.Vega
98. Jatropha miskatensis Thulin
99. Jatropha mollis Pax
100. Jatropha mollissima (Pohl) Baill.
101. Jatropha monroi S.Moore
102. Jatropha moranii Dehgan & G.L.Webster
103. Jatropha multifida L.
104. Jatropha mutabilis (Pohl) Baill.
105. Jatropha nana Dalzell & A.Gibson
106. Jatropha natalensis Müll.Arg.
107. Jatropha neopauciflora Pax
108. Jatropha neriifolia Müll.Arg.
109. Jatropha nogalensis Chiov.
110. Jatropha nudicaulis Benth.
111. Jatropha oaxacana J.Jiménez Ram. & R.Torres
112. Jatropha obbiadensis Chiov.
113. Jatropha oblanceolata Radcl.-Sm.
114. Jatropha orangeana Dinter ex P.G.Mey.
115. Jatropha ortegae Standl.
116. Jatropha pachypoda Pax
117. Jatropha pachyrrhiza Radcl.-Sm.
118. Jatropha palmatifida Baker
119. Jatropha palmatipartita Dehgan
120. Jatropha paradoxa (Chiov.) Chiov.
121. Jatropha pauciflora C.Wright ex Griseb.
122. Jatropha paxii Croizat
123. Jatropha pedersenii Lourteig
124. Jatropha peiranoi Lourteig & O'Donell
125. Jatropha pelargoniifolia Courbon
126. Jatropha peltata Sessé
127. Jatropha pereziae J.Jiménez Ram.
128. Jatropha phillipseae Rendle
129. Jatropha podagrica Hook.
130. Jatropha prunifolia Pax
131. Jatropha pseudocurcas Müll.Arg.
132. Jatropha purpurea Rose
133. Jatropha ribifolia (Pohl) Baill.
134. Jatropha riojae Miranda
135. Jatropha rivae Pax
136. Jatropha robecchii Pax
137. Jatropha rosea Radcl.-Sm.
138. Jatropha rufescens Brandegee
139. Jatropha rzedowskii J.Jiménez Ram.
140. Jatropha scaposa Radcl.-Sm.
141. Jatropha schlechteri Pax
142. Jatropha schweinfurthii Pax
143. Jatropha seineri Pax
144. Jatropha somalensis Pax
145. Jatropha sotoi-nunyezii Fern.Casas & E.Martínez
146. Jatropha spicata Pax
147. Jatropha spinosa Vahl
148. Jatropha spinosissima Thulin
149. Jatropha standleyi Steyerm.
150. Jatropha stephani J.Jiménez Ram. & Mart.Gord.
151. Jatropha stevensii G.L.Webster
152. Jatropha stuhlmannii Pax
153. Jatropha subaequiloba Radcl.-Sm.
154. Jatropha sympetala S.F.Blake & Standl.
155. Jatropha tanjorensis J.L.Ellis & Saroja
156. Jatropha tehuantepecana J.Jiménez Ram. & A.Campos Vilb.
157. Jatropha tenuicaulis Thulin
158. Jatropha tetracantha Chiov.
159. Jatropha tlalcozotitlanensis J.Jiménez Ram.
160. Jatropha trifida Chiov.
161. Jatropha tropaeolifolia Pax
162. Jatropha tupifolia Griseb.
163. Jatropha uncinulata Radcl.-Sm.
164. Jatropha unicostata Balf.f.
165. Jatropha variabilis Radcl.-Sm.
166. Jatropha variegata Vahl
167. Jatropha variifolia Pax
168. Jatropha velutina Pax & K.Hoffm.
169. Jatropha vernicosa Brandegee
170. Jatropha villosa Wight
171. Jatropha weberbaueri Pax & K.Hoffm.
172. Jatropha websteri J.Jiménez Ram.
173. Jatropha weddeliana Baill.
174. Jatropha woodii Kuntze
175. Jatropha zeyheri Sond.

## Vanjske poveznice
|  | Zajednički poslužitelj ima još gradiva o temi Jatropha |
|  | Wikivrste imaju podatke o taksonu Jatropha             |